# Windpark Neer
Windpark Neer bestaat uit vijf windturbines: vier van het type Enercon E-82 en een Enercon E-92. Het windpark ligt parallel aan de Snepheiderbeek in de gemeente Leudal in de Nederlandse provincie Limburg.
De eerste plannen voor het windpark ontstonden in 2002. In 2007 was er sprake van vijf windmolens, maar later is de bouwaanvraag aangepast en is de middelste weggehaald. Op 24 november 2009 is er vrijstelling en bouwvergunning verleend voor het windpark. Er is meerdere keren bezwaar ingediend tegen het windpark. Op 21 maart 2012 heeft de Raad van State definitief de bezwaren ongegrond verklaard. Op 1 juni 2012 is het windpark met vier windmolens geopend. Het was ten tijde van bouw het grootste windpark van Limburg. Elke turbine heeft een vermogen van 2300 kW, daarmee kwam het totale vermogen op 9200 kW.

## Vijfde windmolen
In juli 2014 gaf gemeente Leudal bouwvergunning voor een vijfde windturbine. In april 2015, vlak voor de bouw, heeft de windturbine de Mooiste Nieuwe Nuts Award gewonnen. In het tweede halfjaar van 2015 is de turbine stroom gaan leveren. De windturbine heeft de bijnaam Windmolen ‘De Coöperwiek’. In de berichten staat dat de windturbine een vermogen van 2500 kW heeft, maar de pagina over de E-92 van de fabrikant spreekt dit tegen. Ook windstats.nl spreekt van een vermogen van 2350 kW. Dit getal gebruikende, heeft het windpark sindsdien een vermogen van 11.550 kW.